# Seznam brigad Vojske Jugoslavije
Seznam brigad Vojske Jugoslavije.

## Seznam

### Oklepne
- 1. oklepna brigada VJ
- 36. oklepna brigada VJ
- 211. oklepna brigada VJ
- 252. oklepna brigada VJ

### Mehanizirane
- 1. mehanizirana brigada VJ
- 2. mehanizirana brigada VJ
- 3. mehanizirana brigada VJ
- 12. mehanizirana brigada VJ
- 15. mehanizirana brigada VJ
- 18. mehanizirana brigada VJ
- 51. mehanizirana brigada VJ
- 58. lahka mehanizirana brigada VJ
- 102. mehanizirana protioklepna brigada VJ
- 453. mehanizirana brigada VJ

### Motorizirane
- gardna motorizirana brigada VJ
- 1. motorizirana brigada VJ
- 2. motorizirana brigada VJ
- 4. motorizirana brigada VJ
- 9. motorizirana brigada VJ
- 13. lahka motorizirana brigada VJ
- 14. lahka motorizirana brigada VJ
- 27. lahka motorizirana brigada VJ
- 35 motorizirana brigada VJ
- 37. motorizirana brigada VJ
- 57. motorizirana brigada VJ
- 80. motorizirana brigada VJ
- 89. motorizirana brigada VJ
- 125. motorizirana pehotna brigada VJ
- 129. lahka motorizirana brigada VJ
- 130. motorizirana brigada VJ
- 135. motorizirana brigada VJ
- 148. motorizirana brigada VJ
- 151. motorizirana brigada VJ
- 153. lahka motorizirana brigada VJ
- 168. motorizirana brigada VJ
- 179. motorizirana brigada VJ
- 243. motorizirana pehotna brigada VJ
- 505 lahka motorizirana brigada VJ
- 544. motorizirana brigada VJ
- 549. motorizirana pehotna brigada VJ
- 805. motorizirana brigada VJ

### Pehotne
- 2. lahka gorska pehotna brigada VJ
- 3. lahka pehotna brigada VJ
- 4. lahka pehotna brigada VJ
- 6. lahka pehotna brigada VJ
- 7. lahka pehotna brigada VJ
- 20. lahka pehotna brigada VJ
- 21. lahka pehotna brigada VJ
- 23. lahka pehotna brigada VJ
- 35. lahka pehotna brigada VJ
- 45. lahka pehotna brigada VJ
- 50. lahka pehotna brigada VJ
- 127. lahka pehotna brigada VJ
- 134. lahka pehotna brigada VJ
- 506. pehotna brigada VJ

### Artilerijske
- 1. mešana artilerijska brigada VJ
- 16. mešana artilerijska brigada VJ
- 16. mešana protioklepna artilerijska brigada VJ
- 21. mešana protioklepna artilerijska brigada VJ
- 22. mešana artilerijska brigada VJ
- 24. mešana artilerijska brigada VJ
- 42. mešana protioklepna artilerijska brigada VJ
- 62. mešana artilerijska brigada VJ
- 152. mešana artilerijska brigada VJ
- 203. mešana artilerijska brigada VJ
- 326. mešana artilerijska brigada VJ

### Zračna obramba
- 401. artilerijska brigada zračne obrambe VJ

### Specialne sile
- 63. padalska brigada VJ
- 72. specialna brigada VJ